# 納茲里尼 (亞利桑那州)
納茲里尼（英語：Nazlini）是位於美國亞利桑那州阿帕契縣的一個人口普查指定地區。根據2010年美國人口普查，該地人口為489人，而該地的面積約為19.32平方千米。

## 地理
納茲里尼的座標為35°54′53″N 109°27′21″W / 35.91472°N 109.45583°W，而該地最高點為海拔高度1902米（即6240英尺）。